# Bangko Sentral ng Pilipinas
De Bangko Sentral ng Pilipinas (afgekort als BSP) is de centrale bank van de Filipijnen, op 3 juli 1993 bekrachtigd, overeenkomstig de bepalingen van de Filipijnse Grondwet uit 1987 en de bankwet uit 1993.
De BSP is de opvolger van de Central Bank of the Philippines, die vanaf 3 januari 1949 de centrale monetaire autoriteit van het land was. De BSP is gevestigd in de Filipijnse hoofdstad Manilla.
Het hoogste beleidsmakende en beslissingsbevoegde orgaan binnen de BSP is het Bangko Sentral Monetary Board, dat is samengesteld uit zeven leden. Deze worden door de president van de Filipijnen benoemd volgens de volgende samenstelling: vijf afgevaardigden uit het bedrijfsleven en twee afgevaardigden van de overheid: de BSP gouverneur (die tevens de voorzitter is) en een afgevaardigde uit het huidige kabinet van de Filipijnen. De leden hebben vaste, overlappende termijnen, met uitzondering van de regeringsvertegenwoordigde.

## De gouverneur van de BSP
De gouverneur van de BSP, in zijn functie als CEO, geeft leiding aan de operationele delen van de bank en de interne administratie van de Bangko Sentral. De BSP gouverneur wordt benoemd door de president van de Filipijnen en heeft een vaste termijn van zes jaar.
Een overzicht van de gouverneurs van de Central Bank/BSP:
- Miguel Cuaderno sr. (1949 - 1960)
- Andres V. Castillo (1961 - 1967)
- Alfonso Calalang (1968 - 1970)
- Gregorio S. Licaros (1970 - 1981)
- Jaime C. Laya (1981- 1984)
- Jose B. Fernandez jr. (1984 - 1990)
- Jose L. Cuisa jr. (1990 - 1993)

| Nom                 | Mandat                          |
| ------------------- | ------------------------------- |
| Gabriel Singson     | (6 juli 1993 - 5 juli 1999)     |
| Rafael Buenaventura | (6 juli 1999 - 3 juli 2005)     |
| Amando Tetangco Jr. | (3 juli 2005 - 3 juli 2017)     |
| Nestor Espenilla    | (3 juli 2017- 23 februari 2019) |
| Ben Diokno          | (4 maart 2019 - 30 juni 2022)   |
| Felipe Medalla      | (30 juni 2022 - 3 juli 2023)    |
| Eli Remolona        | (3 juli 2023 - )                |